# アレハンドロ・カンパーノ
アレハンドロ・カンパーノ・エルナンド（Alejandro Campano Hernando、1978年12月29日 - ）は、スペイン・アンダルシア州セビリア出身の元サッカー選手。現役時代のポジションはMF、DF。

## 経歴
セビージャFCのカンテラ出身。しかし、トップチーム昇格は叶わなかったため、2000年にRCDマジョルカへと移籍した。2001-02シーズン、背番号を12から2番に変更し、右サイドバックとしてレギュラーに定着すると、リーグ戦31試合に出場してUEFAチャンピオンズリーグデビューも果たした。翌シーズンはコパ・デル・レイ優勝も経験した。
2006年、ジムナスティック・タラゴナに加入した。57年ぶりにラ・リーガの舞台に立ったジムナスティックだったが、わずか1シーズンで降格した。それでもカンパーノはリーグ戦29試合に出場して3得点を挙げた。セグンダ降格後3シーズンはジムナスティックに留まり、2012年にヘレスCDで現役を引退した。現役時代に記録した成績は、ラ・リーガ通算170試合15得点、キャリア通算467試合54得点。

## タイトル
RCDマジョルカ
- コパ・デル・レイ : 1回 (2002-03)